# 马氏漂浮海葵
马氏漂浮海葵（学名：Bolocera mcmurrichi）为海葵科漂浮海葵属的动物。分布于太平洋、印度洋、红海，包括南海等海域，常附着在漂浮于海面或固着于海藻上。